# Sanday Airport

i7
i11
i13
Der Sanday Airport (IATA-Code: NDY, ICAO-Code: EGES) befindet sich auf der Insel Sanday in Orkney, Schottland.
Der Flughafen hat eine CAA Ordinary Licence (Nummer P541), die Flüge für die Beförderung von Passagieren oder Flugunterricht erlaubt, die vom Lizenznehmer (Orkney Islands Council) zugelassen sind, Nachtflüge sind aber verboten.

## Zwischenfälle
- Am 1. Juni 1984 setzte eine Britten-Norman BN-2A-26 Islander der britischen Loganair (Luftfahrzeugkennzeichen G-BDVW) beim Landeversuch auf dem Flugplatz Sanday (Orkney-Inseln, Schottland) 140 Meter vor der Bahn auf und kollidierte beim folgenden Durchstartversuch mit Stacheldraht, einem kleinen Kiesweiher und einem Graben, wobei die Maschine dann irreparabel beschädigt wurde. Sie kam vom nur 11 Kilometer entfernten Flugplatz Stronsay. Als Unfallursachen wurden die Fortsetzung des Sichtflugs bei einer Wolkenhöhe von nur 60 bis 90 Meter sowie die relative Unerfahrenheit des Piloten festgestellt. Alle 8 Insassen, der Pilot und 7 Passagiere, überlebten den Unfall.[1]